# Neki rabm, da te ne pozabm
Neki rabm, da te ne pozabm je drugi studijski album slovenske pop rock skupine Društvo mrtvih pesnikov (DMP), izdan leta 1998 pri založbi Helidon v obliki CD-ja in kasete. Od leta 2014 dalje ga je mogoče kupiti tudi na spletnih trgovinah. Velja za njihov najbolje prodan album.

## Ozadje
Med promocijo albuma Opus II so člani Društva mrtvih pesnikov že snovali novo glasbo, ki je bila ponovno bolj kitarsko usmerjena. Prvo novo skladbo z značilnim kitarskim riffom, naslovljeno "Čutm te", je skupina predstavila že na začetku poletja leta 1997, zanjo pa so posneli tudi videospot. 
Po večmesečnem pripravljanju demo posnetkov v lastnem improviziranem 8-kanalnem analognem studiu so se Alan Vitezič, Borut Tiran, Marko Zajc in Tomaž Koncilija odpravili še na zaključne priprave za snemanje novega albuma v Vrbnik na otoku Krku. Tu je plošča dobila še zadnje aranžmajske dodatke in ideje pred končnim snemanjem v Studiu Luca v Novem mestu, ki je trajalo s presledki od oktobra 1997 do januarja 1998. Posneli so 14 skladb (vštevši že prej posneto "Čutm te") oziroma več kot 55 minut glasbe. Album sta producirala Alan Vitezič, ki je tudi avtor večine skladb, in Borut Tiran, kot soproducenta pa sta se sodelovala Tomaž Maras-Mot in Tomaž Borsan.

## Glasba
Kot soavtor besedil se je poleg Alana Viteziča in Boruta Tirana na tem albumu prvič predstavil tudi Tomaž Koncilija, prav ti trije nastopajo kot glavni vokalisti pri posameznih skladbah, na CD-ju in kaseti so avtorske skladbe v treh jezikih (v slovenščini, hrvaščini in angleščini), poleg tega pa je tudi sam slogovni koncept albuma tridelen: sodobni kitarski pop rock ("Rabm", "V tvojih rokah", "Glavobolček", "Dež", "Čutm te", "Pridi", "Ne joči"), synthpop glasba ("Pod oblakom", "Cyberbabe", "Ko ostanem sam") in tujejezični del ("Gaudeamus", "Be My Woman", "Virtualna ljubav", "Ići mići").
Vse nove skladbe so avtorske, razen "Ići mići", ki je odraz bivanja v čakavskem jezikovnem okolju na otoku Krku, in pesmi "Gaudeamus", rock predelavi stare maturantske in študentske himne z elementi klasične glasbe (operna pevka), ki je nastala v sodelovanju z Ministrstvom za šolstvo RS in Republiškim izpitnim centrom (RIC) v namen popularizacije mature v Sloveniji.
Album predstavlja svojevrsten spoj različnih glasbenih in besedilnih stilov, ki pa jih druži značilna DMP-jevska melodičnost, večglasno petje ter bogastvo glasbeno-izraznih sredstev, k čemur poleg članov benda prispevajo mnogi glasbeni gostje in prijatelji (Leticia Yebuah, Sandra Tomović, Frene Krevh, Tomislav Jovanović - Tokac, Sašo Đukić, godalni kvartet ljubljanske opere – Trampevska, Pajanović, Kranka, Čano-Muharemović itd.).

## Promocija
Poleti 1997 je bil izdan videospot za pesem "Čutm te", konec marca 1998 pa je bil lansiran tudi videospot za naslovno skladbo "Rabm", v katerem med drugimi nastopata znani televizijski osebnosti Mojca Mavec in Katarina Čas. Prvega je režiral Sašo Đukić, drugega pa Ven Jemeršić.
V sklopu promocije novega albuma je skupina 27. marca 1998 odigrala uspešen koncert v novomeški športni dvorani Marof ter se tako po šestih letih in pol ponovno na velikem odru predstavili domači publiki. V naslednjih dveh mesecih je skupina imela še več odmevnih nastopov, predvsem v Ljubljani in Novem mestu. Med njimi prednjači študentska Cvičkarija na Gospodarskem razstavišču pred 6000 obiskovalci, poleg tega pa so DMP igrali še na raznih študentskih zabavah ter po šolah. V tem obdobju je bila skupina stalno medijsko prisotna z videospoti, pesmimi tedna (v enem mesecu "Čutm te" in "Rabm" na Valu 202), televizijskimi nastopi ter radijskimi intervjuji po Sloveniji. Popularnost skupine je s tem vztrajno rasla.

## Seznam pesmi
Vse pesmi je napisala skupina Društvo mrtvih pesnikov.
| Št.             | Naslov             | Besedilo        | Dolžina |
| --------------- | ------------------ | --------------- | ------- |
| 1.              | „Rabm‟             |                 | 3:51    |
| 2.              | „V tvojih rokah‟   |                 | 5:12    |
| 3.              | „Glavobolček‟      |                 | 3:21    |
| 4.              | „Dež‟              |                 | 5:07    |
| 5.              | „Čutm te‟          |                 | 4:22    |
| 6.              | „Pridi‟            |                 | 3:35    |
| 7.              | „Ne joči‟          |                 | 4:00    |
| 8.              | „Pod oblakom‟      | Tiran           | 4:11    |
| 9.              | „Cyberbabe‟        |                 | 4:17    |
| 10.             | „Ko ostanem sam‟   |                 | 5:04    |
| 11.             | „Gaudeamus‟        |                 | 3:24    |
| 12.             | „Be My Woman‟      |                 | 4:27    |
| 13.             | „Virtualna ljubav‟ |                 | 4:16    |
| 14.             | „Ići mići‟         |                 | 0:50    |
| Skupna dolžina: | Skupna dolžina:    | Skupna dolžina: | 55:57   |

## Zasedba
| Društvo mrtvih pesnikov - Borut Tiran — vokal - Alan Vitezič — kitara - Marko Zajc — bobni - Tomaž Koncilija — bas kitara | Ostali - Tomaž Borsan — soproducent - Tomaž Maras-Mot — soproducent |